# Свентоховский, Александр
Алекса́ндр Свентохо́вский (пол. Aleksander Świętochowski, 18 января 1849, Сточек-Луковский, Люблинское воеводство — 25 апреля 1938[…], Gołotczyzna, Мазовецкое воеводство) — польский писатель, публицист и философ, историк, общественно-политический деятель. Идеолог «варшавского позитивизма» (см. позитивизм), автор программных публицистических статей «Мы и вы» (1871), «Работа у основ» (1873), философского труда "Размышления пессимиста" (1878), романов, драм, фельетонов, исторических сочинений. Основатель и редактор общественно-политической газеты «Правда» (1881). Последовательный сторонник либеральной идеологии, идей прогресса, борец за равноправие женщин, за преодоление национальных предрассудков.

## Биография
Родился в семье Феликса  Свентоховского (28 мая 1825—7 ноября 1906) и Михалины Теофилы урождённой Скупьевской (13 октября 1826—?).
Выпускник историко-филологического факультета варшавской Главной школы (с 1869 Варшавского императорского университета) — alma mater многих польских "позитивистов" (в том числе известных писателей Генрика Сенкевича и Болеслава Пруса). Защитил в Лейпциге диссертацию по философии на тему "О возникновении моральных законов". В 1875—1878 занимался журналистской деятельностью, сотрудничал с варшавскими "позитивистскими" журналами "Пшегленд Тыгодневы" и "Новины".
После основания еженедельника "Правда" издавал в этом периодическом издании цикл фельетонов "Liberum veto".
Провозглашая идеи позитивизма, выражаемые лозунгами "органического труда" и "работы у основ", Свентовский стремился осуществить их на практике, и, как следствие, основал вместе с графиней Александрой Бонковской школу для крестьянских детей в деревне Голотчизна под Варшавой (1909). В 1912 году избрал Голотчизну местом своего постоянного проживания. В 1932 году женился на Марии Свентоховской (в девичестве Жидово), которая была моложе его на 50 лет.
После смерти Свентоховского в Голотчизне был основан Музей позитивизма (фактически - музей Свентоховского).

## Семья
- Первая жена (ок. 1870) — Ванда Марьянна, урождённая Тшциньская (1847—1932), дочь Тадеуша Тшциньского (около 1794—1864) и Люцины, урождённой Неемирич (1810—1890)[4]
  - Сын — Мауриций (1875—1881)[4]
  - Сын — Аурелий (1877—?)[4]
  - Дочь — Регина Свентоховская (1880—?), замужем за Антонием Чайковским (1870?—?)[4]
  - Сын — Рышард[пол.] (1882—1941), женат на Терезе Жуковской (1905–1968), дочери Владислава Жуковского, депутата II-й и III-й Государственных дум от Петроковской губернии[4]. Рышард погиб в Освенциме.
  - Сын — Зенон (1884—1890)[4]
- Вторая жена (с 1932) — Мария, урожденная Жидово, во втором браке Гроссман (1901—14 января 2004)[5], в отношениях с Александром Свентовским с 1921 года, заключили брак после смерти его первой жены[6].